# گمینا ژاروو
گمینا ژاروو (به لهستانی:  Gmina Żarów) یک گمینا در لهستان است که در شهرستان شویدنگتسا واقع شده‌است. گمینا ژاروو ۸۷٫۹۸ کیلومتر مربع مساحت و ۱۲٬۶۱۹ نفر جمعیت دارد.